# Hypogrammodes balma
Hypogrammodes balma är en fjärilsart som beskrevs av Achille Guenée 1852. Hypogrammodes balma ingår i släktet Hypogrammodes och familjen nattflyn. Inga underarter finns listade i Catalogue of Life.